# Фаннія
Фаннія (*Fannia, прибл. 40 — після 97) — римська матрона часів Римської імперії.

## Життєпис
Походила з роду Клодіїв. Донька Публія Клодія Фразеї Пета, консула-суфекта 56 року, та Аррії Молодшої. У 55 році вийшла заміж за Гая Гельвідія Приска.
Поділяла погляди свого чоловіка, разом з яким у 66 році вирушила у вигнання. У 69 році за імператора Гальби повернулася до Рима разом із Приском. У 73 році за імператора Веспасіана вдруге вирушила з Гельвідієм у вигнання. У 75 році за наказом імператора чоловіка Фаннії було страчено. За імператора Тита повернулася до Рима.
У 93 році вона втретє вирушила у вигнання за наказом імператора Доміціана. Геренній Сенеціон, друг Гельвідія, описав його життя і був за це звинувачений. Фаннія зізналася в тому, що просила його про це, що дала йому папери свого чоловіка і заперечувала будь-яку участь матері в цій справі. В результаті Гереннія було страчено, а Фаннія після конфіскації її майна — заслана разом з матір'ю. Книгу, причину засудження, яка за вироком сенату була заборонена і підлягала знищенню, вона зберегла і взяла її з собою у вигнання. У 96 році було страчено її сина.
Повернулася до Рима Фаннія 97 року завдяки дозволу імператора Нерви. Товаришувала з Плінієм Молодшим. Про подальшу долю Фаннії немає відомостей.

## Родина
Чоловік — Гай Гельвідій Приск.
Діти:
- Гай Гельвідій Приск